# Télécabine Panoramic Mont-Blanc
Pour les articles homonymes, voir Téléphérique des Glaciers.
La télécabine Panoramic Mont-Blanc est un téléphérique de type pulsé situé en France, en Haute-Savoie. Reliant l'aiguille du Midi et la pointe Helbronner à la frontière avec l'Italie et accessibles respectivement avec le téléphérique de l'Aiguille du Midi et le Skyway Monte Bianco, il traverse sur un peu plus de cinq kilomètres le cœur du massif du Mont-Blanc en survolant la Vallée Blanche et le glacier du Géant à plus de 3 000 mètres d'altitude.
Inauguré à Noël 1957, le téléphérique est le dernier maillon de la chaîne de remontées mécaniques permettant de relier Chamonix à Courmayeur.

## Appellation
Bien qu'elle soit nommée « télécabine » en raison de l'utilisation de petites cabines et non d'une benne unique, la remontée mécanique est techniquement un téléphérique en raison de ses conditions d'exploitation avec la présence de câbles porteurs et tracteurs et du regroupement des cabines en douze trains de trois chacune ce qui en fait une remontée pulsée.
La télécabine Panoramic Mont-Blanc est également appelée « télécabine de la Vallée Blanche », « téléphérique du Mont-Blanc » ou encore « téléphérique des Glaciers »,, du côté valdôtain bien que cette dernière appellation puisse également désigner l'ensemble des trois téléphériques entre Courmayeur et Chamonix-Mont-Blanc.

## Parcours
Le téléphérique passe, après une travée de 1 684 mètres, dans un bâtiment-pylône situé sur le Gros Rognon, où la ligne est déviée de 7 à 9° vers la droite, puis traverse sur 2 831 mètres le glacier du Géant avant de franchir le col des Flambeaux pour arriver enfin, 447 mètres plus loin, à la Pointe Helbronner à 3 462 mètres,,.
Située au bout d’une galerie dans le piton central de l’aiguille du Midi, la gare amont est creusée dans le roc, à l’altitude de 3 777 mètres. La première partie de la ligne jusqu'au Gros Rognon (3 541 mètres), longue de près de 1 700 mètres, affiche le dénivelé le plus important du trajet. La descente depuis la gare de l’aiguille est assez impressionnante et survole la Vallée Blanche. La ligne devient plate à mi-parcours jusqu'au Gros Rognon.
Cet unique rocher émergeant des vastes étendues de glace, offre un point d’appui au prix d'une déviation de la ligne. La gare est purement technique et en exploitation, aucun passager n'est autorisé à y descendre. Le bâtiment-pylône du Gros Rognon comprend deux galeries assez éloignées afin qu'il n'y ait pas d'interférence entre les câbles des deux voies.
L'écartement des deux voies du câble porteur augmente de la gare de départ jusqu'au Gros Rognon, et diminue ensuite jusqu'à la gare d'arrivée de la pointe Helbronner.
La deuxième partie de la ligne rend ce téléphérique hors norme avec l'une des plus longues portées sans pylône. À la sortie du Gros Rognon, la ligne attaque une descente, survolant les rochers, puis devient horizontale en son milieu, à 300 mètres au-dessus du glacier du Géant, pour remonter légèrement au “pylône” des Flambeaux.
Un second appui de la ligne est nécessaire, mais il n'y a aucun rocher à proximité du tracé de la ligne. Aussi le comte Dino Lora Tottino eut-il l'idée, au passage du col des Flambeaux, de tendre des câbles entre deux massifs et d'y suspendre une tète de pylône normale. Ainsi naquit le “sabot suspendu” entre les deux massifs du petit et du grand Flambeau (en).
La troisième et dernière partie de la ligne va du pylône suspendu à la gare d’Helbronner. Cette section est quasiment horizontale, d'une hauteur de survol plus faible. La gare aval d'arrivée permet ensuite la descente sur Courmayeur via le Skyway Monte Bianco qui remplace, depuis 2015, l'ancien téléphérique Funivie Monte Bianco.

## Caractéristiques techniques
Les cabines de quatre places sont au nombre de trente-six en douze groupes (impérativement un nombre pair) de trois. Elles sont fixées au câble tracteur par des pinces non débrayables automatiquement en raison du risque de givre, ce qui fait que chaque fois qu'un groupe de trois cabines atteint sa gare d'arrivée, la boucle entière doit s'arrêter (téléphérique pulsé). Quatre arrêts en cours de route permettent le débarquement simultané des trains de cabines en gares amont et aval.

## Histoire

### Projet et construction
La liaison en 1957 des six téléphériques de Chamonix à Courmayeur est l'œuvre, dans sa totalité, du comte Dino Lora Totino, ingénieur de l'École polytechnique de Turin, qui, dès 1935, était arrivé du côté italien au refuge Torino, à proximité de la pointe Helbronner, et qui pouvait inaugurer en août 1955 le téléphérique de l'Aiguille du Midi, à l'époque le plus haut du monde.

### Accident du 29 août 1961

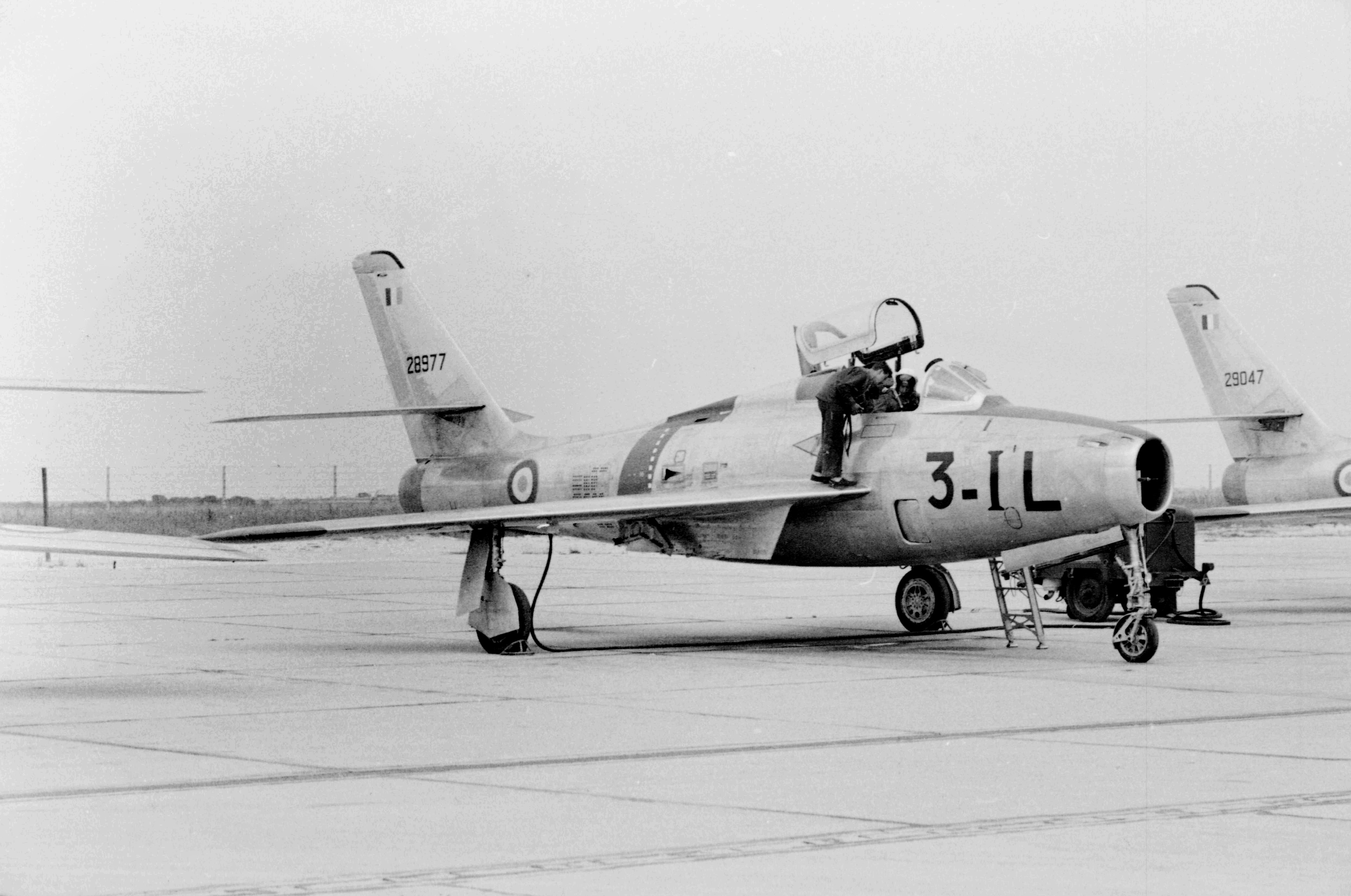
Un F-84 de l'armée de l'air française.

Le 29 août 1961 le téléphérique est le théâtre d'une catastrophe. Un avion de chasse F-84 de la base aérienne 116 de Luxeuil-les-Bains piloté par le capitaine Bernard Ziegler, sectionne à 13 h 5 le câble tracteur du téléphérique à peu près à mi-distance entre l'aiguille du Midi et le Gros Rognon,,.
Le pilote effectue une mission opérationnelle à vue et sous contrôle radar sur le trajet Luxeuil-Annecy-Trévise et retour. Le choc a lieu à 120 mètres d'altitude au-dessus du glacier, alors que les règlements de sécurité interdisent le survol de cette région à moins de 400 mètres. Mais le capitaine Ziegler a ordre de voler à basse altitude pour échapper au radar.
Dans une manœuvre de redressement de dernière seconde en apercevant le téléphérique, le pilote accroche avec l'aile gauche le câble tracteur,, et en le sectionnant, l'avion perd son réservoir de largage. La boucle du câble tracteur s'étant ouverte à l’endroit de la ligne où la pente est la plus forte, deux groupes de trois cabines, de part et d'autre de la rupture, prennent une accélération très grande, l'un dans le sens de sa marche, l'autre dans le sens inverse.
Ce dernier revenant à très grande vitesse dans le passage du Rognon qu'il vient de franchir, déraille à la sortie et s'écrase 150 mètres plus bas sur le glacier du Géant. Les six occupants des trois bennes, quatre Allemands et deux Italiens, sont tués sur le coup. Leurs corps seront retirés des débris éparpillés dans un rayon de 50 mètres. Par chance le câble porteur n'a pas été touché.
La boucle étant ouverte, on courait le risque que les cabines se retrouvent toutes aux parties les plus basses des deux voies porteuses. Cela ne se produisit pas, car le conducteur de treuil à l'aiguille du Midi, voyant la poulie motrice s'emballer, fit immédiatement tomber le frein d'urgence qui bloqua la poulie motrice, laquelle, à la limite de l'adhérence de sa
garniture, arriva néanmoins à bloquer le câble.
L'extrémité libre du câble tracteur, derrière les cabines accidentées, se bloqua d'elle-même au passage du Rognon. Les autres cabines, privées de câble tracteur et avec quatre-vingt-un passagers répartis tout au long de la ligne, resteront suspendues dans le vide,.
Un jeune guide chamoniard Christian Mollier, prisonnier d'une des trois cabines proches du point de rupture suspendue de façon précaire à une poulie réussit à s'en extraire, à la sécuriser sur le câble porteur à l'aide de cordes et à y assurer sa cliente puis à rejoindre acrobatiquement le sol pour donner l'alerte et éviter une tentative de remise en route qui aurait été catastrophique.
L'évacuation des dizaines de touristes coincés dans les cabines durera toute la nuit et mobilisera des moyens importants,.
Les derniers passagers attendront dix-neuf heures pour être secourus et passeront la nuit, par chance exceptionnellement douce et quasiment de pleine lune, dans les deux mètres-carrés de leur cabine à 3 600 mètres d’altitude ; le dernier passager sera délivré à 8 h 15 le lendemain matin. Le bilan de cette catastrophe qui fera la une de la presse s'établit à six morts sur quatre-vingt-sept personnes en ligne, aucun blessé, pas le moindre refroidissement.
Un an plus tard à Dijon, le 13 juillet 1962, le tribunal des forces armées de la VIIe région (TPFA) acquittera le pilote, une décision qui, à l'époque, fera couler beaucoup d'encre.
« Si l'on pouvait reprocher quelque chose à Ziegler, ce serait d'avoir suivi trop scrupuleusement sa mission » témoignera l'ingénieur général Bonte. Les experts relèveront notamment l’absence de balisage de cette télécabine d’autant plus mal répertoriée que sa construction s’était faite en 1957 contre l’avis de la commission des sites et avait dû être régularisée. En outre les cartes servant à la préparation du vol n'avaient pas révélé l’existence des câbles du téléphérique.

### Autres incidents
Le 8 septembre 2016, à la suite d'un croisement des câbles et d'une panne simultanée du moteur de secours, plusieurs dizaines de personnes se retrouvent bloquées dans les cabines. Une cinquantaine sont hélitreuillées par les hélicoptères des secours français et italiens et une trentaine sont descendues en rappel, mais trente-trois sont contraintes de passer la nuit dans les cabines à cause de conditions météorologiques difficiles. Le téléphérique est remis en marche le lendemain et aucune victime n'est à déplorer.
Le 5 janvier 2018, en prévention du passage de la tempête Eleanor, le service est interrompu par mesure de sécurité. Aucun blessé n'est à déplorer, toutefois le câble porteur est sectionné à la suite de vents violents à 250 km/h et plusieurs mois seront nécessaires avant la remise en service,.

## Galerie

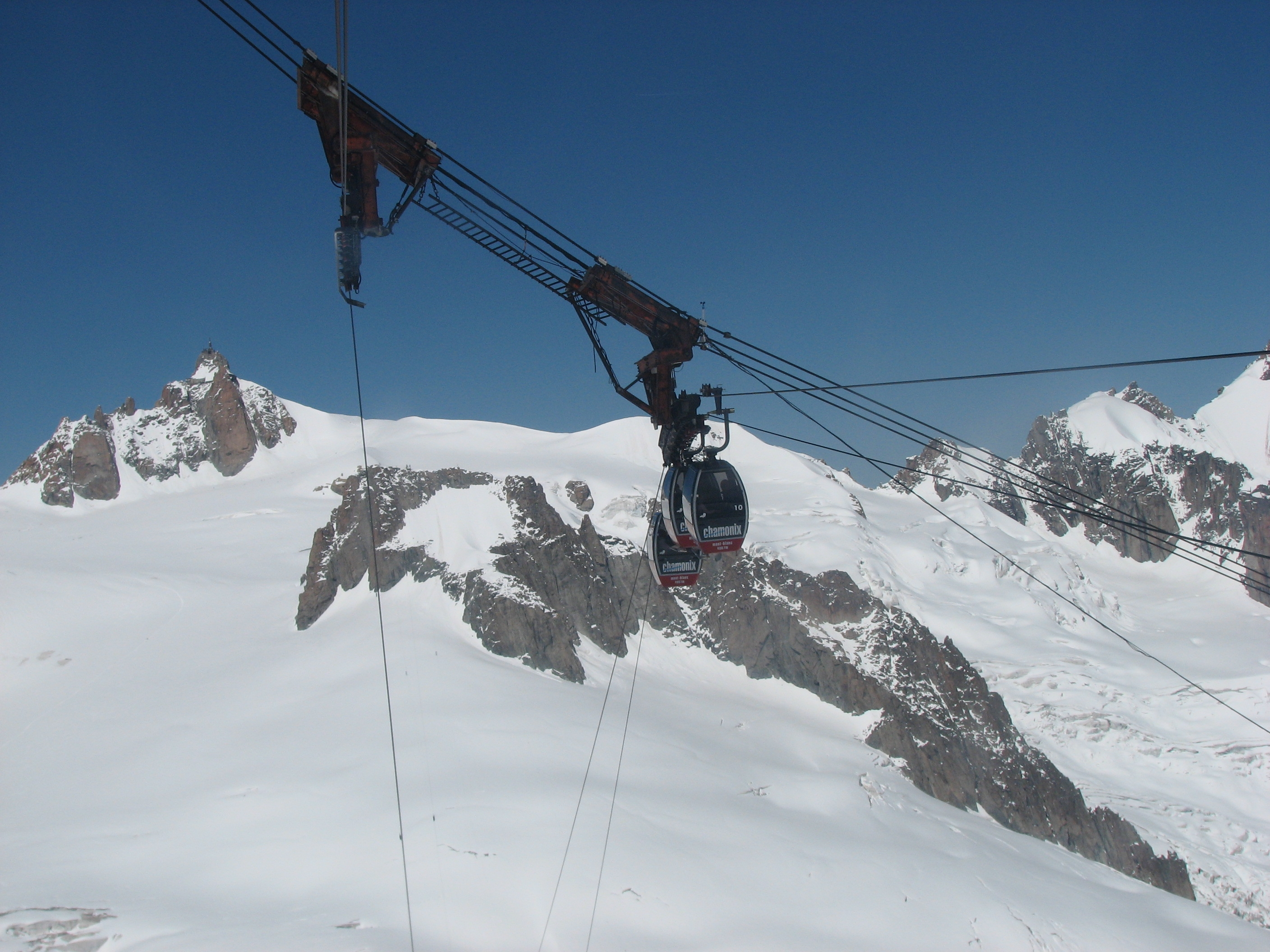
Le pylône suspendu du téléphérique au col des Flambeaux (août 2007).
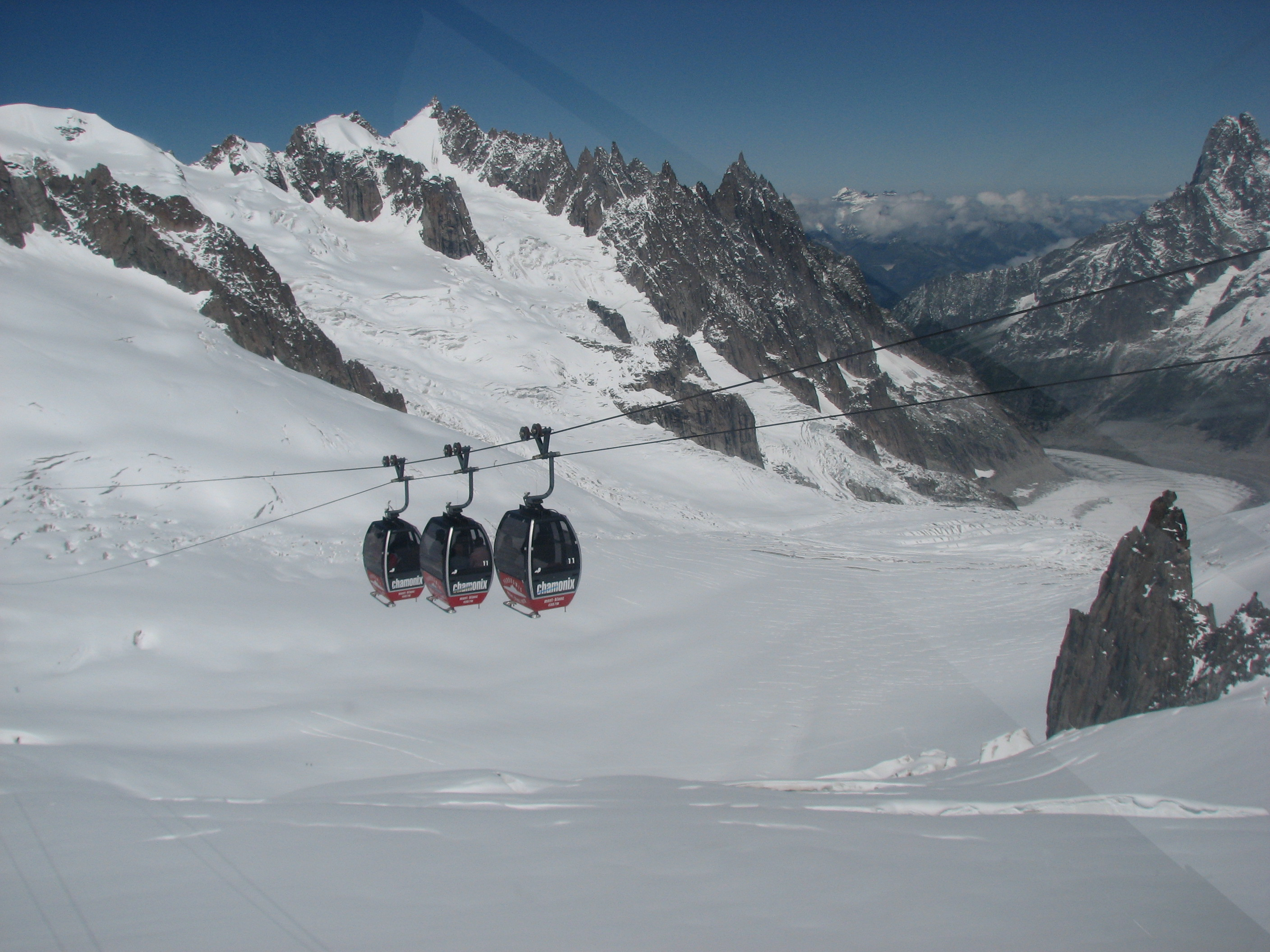
Un train de trois cabines au-dessus de la Vallée Blanche (août 2007).
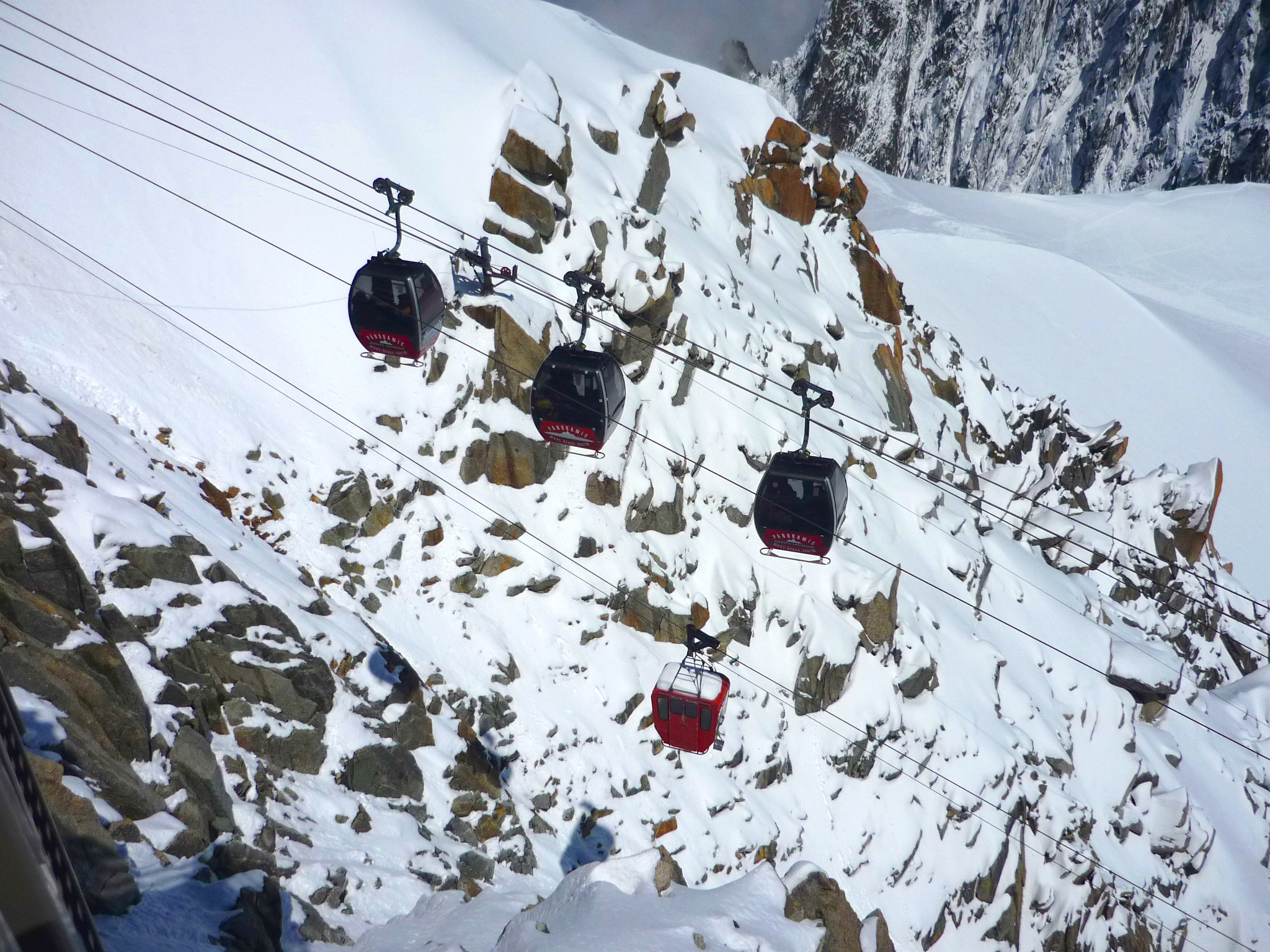
Un train de trois cabines sur le câble porteur et en dessous la cabine de service sur son propre câble (août 2010).